# 国民体育大会高等学校野球競技 (栃木県勢)
国民スポーツ大会高等学校野球競技における栃木県勢の成績について記す。

## 歴代の出場校
| 年度                 | 開催地 | 代表校                    | 戦績                                                                                                   | 備考         |
| -------------------- | ------ | ------------------------- | --- | ------------ |
| 1950年（第5回大会）  | 愛知県 | 宇都宮工（初出場）        | 1回戦 7－1 一宮（愛知県） 準々決勝 8－3 鳴門（徳島県） 準決勝 2－0 呉阿賀 決勝 1－2 瑞陵               | 準優勝       |
| 1958年（第13回大会） | 富山県 | 作新学院（初出場）        | 1回戦 6－0 札幌商（北海道） 準々決勝 3－2 海南（和歌山県） 準決勝 4－1 魚津（宮城県） 決勝 1－0 高松商 | 優勝         |
| 1959年（第14回大会） | 東京都 | 宇都宮工（9年ぶり2回目）  | 1回戦 1－0 高知商（高知県） 準々決勝 2－3 日大二（東京都）                                             | ベスト8      |
| 1962年（第17回大会） | 岡山県 | 作新学院（4年ぶり2回目）  | 1回戦 0－4 北海（北海道）                                                                              |              |
| 1973年（第28回大会） | 千葉県 | 作新学院（11年ぶり3回目） | 1回戦 1－0 広島商（初出場） 準々決勝 5－0 今治西（愛媛県） 準決勝 5－0 静岡 決勝 2－3 銚子商（千葉県） | 準優勝       |
| 1977年（第32回大会） | 青森県 | 宇都宮学園（初出場）      | 1回戦 1－0 熊本工（熊本県） 準々決勝 1－2 今治西（愛媛県）                                             | ベスト8      |
| 1980年（第35回大会） | 栃木県 | 黒磯（初出場）            | 準々決勝 3－5 札幌商（北海道）                                                                         | 開催地枠選出 |
| 1983年（第38回大会） | 群馬県 | 宇都宮南（初出場）        | 準々決勝 2－1 市立尼崎（兵庫県） 準決勝 2－3 中京（岐阜県）                                            | ベスト4      |
| 1997年（第52回大会） | 大阪府 | 佐野日大（初出場）        | 1回戦 9－8 履正社（大阪府） 準々決勝 0－4 前橋工（群馬県）                                             | ベスト8      |
| 2011年（第66回大会） | 山口県 | 作新学院（38年ぶり4回目） | 1回戦 8－4 関西（岡山県） 準々決勝 3－5 徳島商（徳島県）                                               | ベスト8      |
| 2016年（第71回大会） | 岩手県 | 作新学院（5年ぶり5回目）  | 1回戦 1－4 鳴門（徳島県）                                                                              | 1回戦        |